# 笠井智一
笠井智一（かさい ともかず、1926年3月8日—2021年1月9日）是日本海军军人，最终军衔是海军飞行兵曹，太平洋战争中的王牌飞行员，曾經擊落10架敵軍戰機。
2021年因慢性心臟衰竭，於兵庫縣尼崎市的醫院中逝世，享耆壽94歲。

## 著作
《最後の紫電改パイロット》潮書房光人社